# 1973年の宝塚歌劇公演一覧
本項目では、1973年の宝塚歌劇公演一覧（1973ねんのたからづかかげきこうえんいちらん）について示す。

## 宝塚大劇場公演
公演組、公演日（新人公演を除く）、公演演目（形式名、場を除く）の参考資料は90年史。

### 花組 小林一三生誕百年記念
参考資料は60年史別冊
- 1月1日 - 1月30日

#### 『宝塚名曲選』14景
スタッフ
- 作・演出：白井鐡造
- 振付：花柳寿楽
- 作曲・編曲：入江薫、中井光晴、十時一夫、中野潤二、吉崎憲治
- 琴作曲：葛原祐川
- 音楽指揮：野村陽児
- 合唱指導：橋本和明
- 振付：冨士野高嶺
- 装置：石浜日出雄
- 衣装：小西松茂
- 照明：今井直次
- 小道具：上田特市
- 効果：坂上勲
- 音響監督：松永浩志
- 演出補：大関弘政
- 演出助手：太田哲則
- 制作：小辻糺

主な出演
- お夏、すみれの花：天津乙女
- 技芸天、清十郎、光源氏：春日野八千代
- 夕顔：梓真弓
- 歌手：笹潤子
- 若衆、赤いけしの歌手：甲にしき
- 笩流しの歌手：水はやみ
- 娘船頭の歌手：銀あけみ
- お福：淡路通子
- 太郎冠者：水穂葉子
- 次郎冠者：美吉野一也
- 舞：睦千賀、松本悠里
- 若衆：麻月鞠緒、松あきら、瀬戸内美八

#### 『パレード・タカラヅカ』 12場
- 作・演出：内海重典

### 雪組
参考資料は60年史別冊
- 2月1日 - 2月27日

#### ミュージカル・プレイ『れんげ草』 8場
スタッフ
- 作・演出：大関弘政
- 作曲：中井光晴、入江薫、吉崎憲治
- 音楽指揮・合唱指導：橋本和明
- 振付：渡辺武雄、高木祥次
- 装置：渡辺正男
- 衣装：小西松茂
- 照明：小川清次
- 小道具：万波一重
- 効果：中田正広
- 音楽監督：松永浩志
- 演出助手：太田哲則、三木章雄
- 制作：野田浜之助

主な出演
- 和尚：大路三千緒
- 新六：汀夏子
- ふみ：摩耶明美
- 材木屋：清川はやみ
- 常：浦路夏子
- 竜：片瀬千帆
- 勘太：上條あきら
- 杉作：世れんか
- 庄吉：麻実れい

#### グランド・レビュー『愛のラプソディ』 26場
スタッフ
- 構成・演出：高木史朗
- 作曲・編曲：中元清純
- 音楽指揮：溝口堯
- 振付：喜多弘、山田卓、アキコ・カンダ
- 構成：川井秀幸
- 装置：石浜日出雄
- 衣装：任田幾英
- 照明：今井直次
- 小道具：上田特市
- 効果：川ノ上智洋
- 映画：宝塚映画制作所
- 音響監督：松永浩志
- 演出補：岡田敬二
- 演出助手：南明、村上信夫
- 制作：野田浜之助

主な出演
- 愛の歌手、探検の男：真帆志ぶき
- バイオリンの青年：汀夏子
- バイオリンの娘：摩耶明美
- ピアノの歌手：高宮沙千
- デコレーションの美女：木花咲耶、美高悠子
- 花の青年：順みつき
- 踊る男：浦路夏子、尚すみれ、片瀬千帆、上條あきら
- 歌手：玉梓真紀、邦月美岐
- トリオの男：麻実れい、麻里央さち、鳳城ひろき

### 月組
参考資料は60年史別冊
- 3月1日 - 3月22日

#### ミュージカル・コメディ『鼓よ空に響け』 10場
スタッフ
- 構成・演出：高木史朗
- 作曲・編曲：中元清純
- 作調・囃子指導：望月太明蔵
- 音楽指揮・合唱指導：十時一夫
- 装置：石浜日出雄
- 衣装：任田幾英
- 照明：今井直次
- 小道具：万波一重
- 効果：坂上勲
- 音響監督：松永浩志
- 演出助手：太田哲則、南明
- 制作：野田浜之助

主な出演
- 惣太：古城都
- 小珠：初風諄
- 音若：大滝子
- 観世の太夫：美山しぐれ
- 音若の姉：御幸沙智子
- 音若の妻：千草美景
- 若太夫：榛名由梨
- 藤屋：汐路朝子
- 梅小路：叶八千矛
- 屯平：麻生薫
- 千種丸：常花代

#### グランド・レビュー『愛のラプソディ』 26場
- 続演

スタッフ
- 構成・演出：高木史朗
- 制作：野田浜之助

主な出演
- バイオリンの歌手、シャンパンの歌手：古城都
- ピアノの歌手：初風諄
- 砂の歌手、探険の男：大滝子
- 踊る男：榛名由梨
- デコレーションの美女：恵さかえ、千草美景
- 花の青年：叶八千矛
- トリオの男：汐路朝子、麻生薫、常花代
- 踊る女：藍えりな、麗美花、愛みちる

### 星組
参考資料は60年史別冊
- 3月24日 - 4月25日

#### 宝塚コメディ『花かげろう』 15場
- 新人公演：4月21日

スタッフ
- 作・演出：植田紳爾
- 振付：花柳寿楽
- 作曲：入江薫、寺田瀧雄
- 音楽指揮：野村陽児
- 装置：渡辺正男
- 衣装：小西松茂
- 照明：今井直次
- 小道具：上田特市
- 効果：中田正広
- 音響監督：松永浩志
- 演出補：阿古健
- 制作：平松悟

主な出演・本公演
- 陽炎姫：大原ますみ
- 酒天童子：鳳蘭
- 茨木童子：安奈淳
- 深草の入道：美吉佐久子
- 猫股中納言北の方：瑠璃豊美
- 春日野中将実麿：深山しのぶ
- 一の君：水代玉藻
- 入道の妻：椿友里
- 源頼光：但馬久美
- 二の君：衣通月子
- 三の君：沢かをり

主な出演・新人公演
- 三代まさる
- 奈緒ひろき
- 洋ゆり
- 安里梢
- 県栄巳

#### グランド・レビュー『ラ・ラ・ファンタシーク』-あなたに宝石を- 24場
- 作・演出：鴨川清作

### 花組
参考資料は60年史別冊
- 4月26日 - 5月24日

#### 宝塚・ロマン『新・花かげろう』 15場
- 第一回新人公演：5月12日
- 第二回新人公演：5月17日

スタッフ
- 作・演出：植田紳爾
- 振付：花柳寿楽
- 作曲：入江薫、寺田瀧雄
- 音楽指揮：野村陽児
- 琵琶指導：柴田旭堂
- 装置：渡部正男
- 衣装：小西松茂
- 照明：今井直次
- 小道具：上田特市
- 効果：中田正広
- 音響監督：松永浩志
- 演出補：阿古健
- 制作：大谷真一

主な出演・本公演
- 藤原保輔、保昌：甲にしき
- 源頼光：松あきら
- 源頼信：瀬戸内美八
- 藤原兼家の北の方：淡路通子
- 壬生内侍：睦千賀
- 渡辺綱：歌川波瑠美
- 虎熊童子：水穂葉子
- 兼家：美吉野一也
- 酒田公時：室町あかね
- 卜部季武：明日香みやこ
- 碓井貞光：立ともみ
- 若狭：上原まり
- 茨木童子：新城まゆみ
- 八瀬童子：汐見里花
- 葛城童子：風美圭

主な出演・第一回新人公演
- 瀬戸内美八
- 新城まゆみ
- 汐見里佳
- 室町あかね
- 立ともみ
- 舞小雪

主な出演・第二回新人公演
- 松あきら
- 室町あかね
- 新城まゆみ
- 汐見里花
- 立ともみ
- 有花みゆ紀

#### グランド・レビュー『ラ・ラ・ファンタシーク』-あなたに宝石を- 24場
- 作・演出：鴨川清作

### 月組
参考資料は60年史別冊
- 5月26日 - 6月28日

#### 菊田一夫先生に捧げるミュージカル・ロマンス『霧深きエルベのほとり』 18場
- 作・演出：菊田一夫

#### ショート・ショート・ショー『ファニー・フィーリング』 16場
- 作・演出：鴨川清作

### 雪組
参考資料は60年史別冊
- 6月30日 - 7月26日

#### 日本民族舞踊第13集『竹』 5節
スタッフ
- 取材・構成：宝塚歌劇団郷土芸能研究会
- 演出：渡辺武雄
- 脚本・演出補：阿古健
- 音楽：高橋廉、堤五郎、十時一夫、中元清純、河崎恒夫
- 音楽指揮：十時一夫
- 振付：渡辺武雄、高木祥次、鈴木武、睦千賀
- 装置：黒田利邦
- 衣装：小西松茂、中川菊枝
- 照明：棚橋守
- 小道具：上田特市
- 効果：坂上勲
- 音響監督：松永浩志
- 演出助手：太田哲則、村上信夫
- 制作：大谷真一

主な出演
- 三高生、太郎べ：汀夏子
- 竹姫：摩耶明美
- 時の世界の翁：大路三千緒
- 長者：岸香織
- 父竹：曽我桂子
- 子竹：順みつき
- 歌手：高宮沙千、浦路夏子、玉梓真紀、尚すみれ
- 北の方：三鷹恵子

#### ミュージカル・プレイ『カンテ・グランデ』 17景
- 作・演出：内海重典

### 花組
参考資料は60年史別冊
- 7月28日 - 8月28日

#### 宝塚グランド・ロマン『この恋は雲の涯まで』 2部35場
- 演出・振付：尾上松緑

### 星組
参考資料は60年史別冊
- 8月29日 - 9月27日

#### 宝塚グランド・ロマン『この恋は雲の涯まで』 2部30場
- 演出・振付：尾上松緑

### 月組
参考資料は60年史別冊
- 9月29日 - 10月30日

#### 海外公演試作・舞踊詩『秋の宝塚踊り』 12景
スタッフ
- 作・演出：白井鐡造
- 音楽：高橋廉、堤五郎、中井光晴、入江薫、十時一夫、中元清純、河崎恒夫、寺田瀧雄
- 琴作曲：葛原祐川
- 音楽指揮・合唱指導：十時一夫
- 振付：渡辺武雄、冨士野高嶺、花柳寿楽、花柳幾久英、松本尚女
- 装置：石浜日出雄
- 衣装：小西松茂、中川菊枝
- 照明：今井直次
- 小道具：上田特市
- 効果：扇野信夫
- 音響監督：松永浩志
- 演出補：大関弘政
- 演出助手：太田哲則
- 制作：小辻糺

主な出演
- 浮世絵の男、四ツ竹踊り：古城都
- 木の葉：初風諄
- 四季の女神、津軽おはらの歌手：笹潤子
- 若者、歌手：大滝子
- 芸者：榛名由梨、叶八千矛、常花代
- 浮世絵の女：千草美景
- 獅子：麻生薫
- 蝶：麗美花、藍えりな、小松美保、久美かおる

#### ミュージカル・アドベンチャー『イフ…』-さよなら古城都- 24場
- 構成・演出：岡田敬二

### 雪組
参考資料は60年史別冊
- 11月1日 - 12月2日

#### ミュージカル・プレイ『たけくらべ』-樋口一葉より- 10場
- 作・演出：柴田侑宏

#### ミュージカル・コメディ『ラブ・ラバー』 -さよなら恋のベニス- 20場
- 作・演出：鴨川清作

### 星組
参考資料は60年史別冊
- 12月5日 - 12月23日

#### 舞踊劇『浮舟と薫の君』 10場
- 脚本・演出：酒井澄夫

#### グランド・ショー『ゴールデン・サウンド』 22場
- 作・演出：小原弘宣

## 東京公演
（）内は、作者または演出者名。特別出演及び一部のスタッフ以外の出典は宝塚90年史。

### 星組
- 1月2日 - 1月28日　新宿コマ劇場
  - 『花の若武者』（植田紳爾）
  - 『アラベスク』（酒井澄夫）

特別出演
- 神代錦
- 沖ゆき子

### 花組
- 3月3日 - 3月28日　東京宝塚劇場
  - 『宝塚名曲集』（白井鐡造）
  - 『パレード・タカラヅカ』（内海重典）

特別出演
- 天津乙女
- 春日野八千代
- 梓真弓
- 笹潤子
- 松本悠里
- 美里景
- 江夏淳

### 雪組
- 4月3日 - 4月27日　東京宝塚劇場
  - 『花吹雪』（柴田侑宏　作・演出[16]）
  - 『愛のラプソディ』（高木史朗）

特別出演
- 真帆志ぶき

### 星組
- 6月2日 - 6月27日　東京宝塚劇場
  - 『花かげろう』（植田紳爾）
  - 『ラ・ラ・ファンタシーク』（鴨川清作）

### 月組
- 8月2日 - 8月29日　東京宝塚劇場
  - 『霧深きエルベのほとり』（菊田一夫、鴨川清作　演出）
  - 『ファニー・フィーリング』（鴨川清作）

特別出演
- 真帆志ぶき

### 花組
- 11月2日 - 11月27日　東京宝塚劇場
  - 『この恋は雲の涯まで』（尾上松緑　演出、植田紳爾）

特別出演
- 神代錦
- 美吉左久子
- 大原ますみ

## 宝塚大劇場・東京以外の日本公演
（）内は、作者または演出者名。主演者及び一部のスタッフ以外の出典は宝塚90年史。

### 月組
- 1月15日 - 1月26日　広島、下関、八代、指宿、那覇
  - 『牛飼い童子』（植田紳爾）
  - 『ラ・ロンド』（横澤英雄）

- 3月31日 - 4月9日　名古屋・中日劇場
  - 『おーい春風さん』（植田紳爾）
  - 『ラ・ロンド』（横澤英雄）

### 第10回宝塚フェスティバル
- 5月4日・5日　大阪・毎日ホール

#### 出演者（苗字のみ・一部はフルネーム）
出典は60年史別冊。
- 真帆

- 古城
- 初風
- 千草
- 榛名
- 叶
- 麻生
- 常
- 麗
- 小松

- 汀
- 高宮
- 摩耶
- 浦路
- 玉梓
- 順
- 尚
- 麻実

- 大原
- 但馬
- 鳳
- 衣通
- 安奈
- 沢
- 奈緒ひろき

- 淀かほる（特別出演）
- 加茂さくら（特別出演）

### 雪組
- 5月24日 - 6月3日　福岡スポーツセンター
  - 『春ふたたび』（植田紳爾）
  - 『サンライズ・アゲイン』（岡田敬二）

### 花組
- 6月14日 - 7月1日　館山、木更津、新潟、富山、福井、和歌山、岡山、三次、広島、松山、福山、鹿児島、加世田、人吉
  - 『ちいさな花がひらいた』（柴田侑宏）
  - 『ザ・フラワー』（鴨川清作）

### 星・雪組
- 8月4日・5日　名古屋・中日劇場
  - 『宝塚ゴールデンステージ』（小原弘亘　構成[9]・演出[9]）

#### 出演者（苗字のみ）
出典は60年史別冊
- 笹
- 汀
- 高宮
- 摩耶
- 麻樹
- 浦路
- 玉梓
- 順
- 尚
- 麻実

- 麻里央
- 但馬
- 鳳
- 衣通
- 安奈
- 龍
- 三代
- 沢

### 雪組
- 8月15日 - 8月22日　高山、小諸、甲府、青梅
  - 『春ふたたび』（植田紳爾）
  - 『サンライズ・アゲイン』（岡田敬二）

### 花組
- 9月10日 - 9月26日　太田、北上、盛岡、札幌、函館、紋別、滝川、小樽
  - 『ちいさな花がひらいた』（柴田侑宏　脚本・演出）
  - 『ザ・フラワー』（鴨川清作）

### 星組
- 10月10日 - 10月25日　松江、小野田、山口、延岡、都城、日南、熊本
  - 『いのちある限り』（柴田侑宏）
  - 『アラベスク』（酒井澄夫）

### 雪組
- 12月8日 - 12月13日　仙台
  - 『春ふたたび』（植田紳爾）
  - 『サンライズ・アゲイン』（岡田敬二）

## 東南アジア公演
出典は60年史と80年史
- 1973年11月22日大阪国際空港出発、12月11日大阪国際空港帰着

### 公演日と公演地
- 11月25日 - 11月29日　ビルマ（ラングーンのオープン・エア劇場）
- 12月3日 - 12月5日　マレーシア（クアラルンプールのマラヤ大学講堂）
- 12月8日 - 12月10日　シンガポール（ナショナル劇場）

### 演目
第1部：『宝塚踊り』（白井鐡造　構成・演出）
第2部：『ハロー・タカラヅカ』（鴨川清作　構成・演出）

### スタッフ
- 団長：松原徳一
- 演出：大関弘政

以下7名。理事長・荒木秀雄同行。

### 参加生徒
- 笹潤子
- 初風諄
- 千草美景
- 大滝子
- 榛名由梨
- 叶八千矛
- 麻生薫
- 常花代
- 葵悠香
- 麗美花

- 藍えりな
- 小松美保
- 幾代ひかる
- 美濃ゆたか
- 伊吹のぼる
- 冴月渉
- 美里景
- 久美かおる
- 江夏淳
- 愛みちる

- 藤代潤
- 有明淳
- 美波豊
- 大湖かつら
- 条はるき
- 英里絵
- 城月美穂
- 長月ひかる

（28名）